# Gemeindeamt
Der Sitz der Verwaltung einer Gemeinde/Ortschaft wird Gemeindeamt genannt,
bei größeren Orten bzw. Städten in Österreich und Deutschland auch Rathaus. In der Schweiz ist die Bezeichnung Gemeinde- oder Stadtverwaltung üblich. Kantonale Gemeindeämter sind den Gemeinden übergeordnet. Bei der Bezeichnung gibt es regionale Unterschiede. Gebräuchlich ist in der Schweiz auch der Begriff Gemeindehaus. Das Gemeindeamt/-haus ist der Sitz des Bürgermeisters oder auch des Ortsvorstehers.

## Österreich
In Österreich ist Gemeindeamt die Bezeichnung des Verwaltungsapparats einer Gemeinde; in Städten wird es Stadtamt, in Statutarstädten und der Stadt Wien Magistrat genannt. Der Bürgermeister ist Vorstand des Gemeindeamtes und hat daher ein umfassendes Leitungs- und Weisungsrecht gegenüber allen Gemeindebediensteten. Zur Leitung des inneren Dienstes wird jedoch ein Gemeinde bzw. Stadtamtsleiter bzw. Magistratsdirektor berufen, welcher in größeren Gemeinden (abhängig von der jeweiligen Gemeindeordnung der Länder) ein Studium der Rechtswissenschaften oder einen vergleichbaren Hochschulabschluss (z. B. Wirtschaftswissenschaften) nachweisen muss; für den Magistratsdirektoren ist dies verpflichtend.
Der Begriff wird auch zur Bezeichnung des Gebäudes verwendet, in dem alle oder zumindest die wichtigsten Dienststellen einer Gemeinde untergebracht sind; in größeren Gemeinden oder auch bei Städten wird das Gebäude oft als Rathaus bezeichnet. Bei Gemeinden, die aus mehreren Ortsteilen beziehungsweise Katastralgemeinden bestehen, befindet sich das Gemeindeamt meist im Hauptort. Um auch der Bevölkerung in den anderen Ortsteilen einen einfachen Zugang zur Ortsverwaltung zu ermöglichen, oder wenn es die Größe der Gemeinde erfordert, können auch Außenstellen eingerichtet sein. 

## Schweiz
In der Schweiz ist das Gemeindeamt (im Gegensatz zur Gemeinde- oder Stadtverwaltung) eine Anlaufstelle für organisatorische und finanzielle Angelegenheiten zwischen den Kantonen und den Gemeinden. Das Gemeindeamt ist verantwortlich für den Finanzausgleich und bietet Dienstleistungen im Bereich der Haushalts- und Rechnungsprüfung an. Die kantonalen Zivilstands- und Einbürgerungsaufgaben obliegen ebenfalls dem Gemeindeamt. Nach den Bezirksräten ist es die Aufsichtstelle in zweiter Distanz in Organisation, Haushaltsführung, Rechnungslegung sowie Handhabung des Vormundschaftswesens in den Gemeinden. Regional wird auch der Begriff Gemeindehaus verwendet.

## Kirchlich
Ebenso wird gelegentlich auch mit Gemeindeamt der Sitz der Kirchenverwaltung in der Kirchengemeinde bezeichnet, gebräuchlicher ist hier der Name Gemeindezentrum oder Gemeindehaus.